# Josef Rainer von Harbach
Josef Bernhard Xaver Ritter von Rainer zu Harbach (* 28. Februar 1804 in Wien; † 13. Jänner 1870 in Zettling) war ein österreichischer Gutsbesitzer und Laienkomponist. Er komponierte die Landeshymne von Kärnten, das Kärntner Heimatlied.

## Leben
Josef Rainer von Harbach studierte an der Universität Wien Jus. Ohne sein Studium abgeschlossen zu haben, zog er nach Wolfsberg in Kärnten um sich mit Landwirtschaft zu beschäftigen.
1835 vertonte er auf Schloss Waldenstein das 1811 von Johann Thaurer von Gallenstein geschriebene Gedicht Des Kärntners Vaterland. Sein Werk erlangte in Folge als Dort wo Tirol an Salzburg grenzt große Popularität in Kärnten und wurde schließlich 1911 offiziell zur Landeshymne erklärt.
1840 heiratete Josef Rainer von Harbach die aus Wolfsberg stammende Maria Hackhofer. Von 1835 bis 1846 war er Besitzer der Herrschaft Groß Reideben im Südosten von Wolfsberg. Im Anschluss daran lebte er bis zu seinem Tod im Jahr 1870 am Tofferlhof in Zettling.